# Corrado II di Lusazia
Corrado II di Lusazia, noto anche come Corrado II di Landsberg, (prima del 1159 – 6 maggio 1210) fu conte di Eilenburg e margravio di Lusazia dal 1190 alla morte. Dal 1207 fu anche conte di Groitz e conte di Sommerschenburg.

## Biografia
Era un figlio del margravio di Lusazia Dedi III e della moglie Matilde di Heinsberg, l'erede di Sommerschenburg, e apparteneva alla dinastia Wettin.
Corrado ereditò la marca di Lusazia e la contea di Eilenburg quando suo padre morì nel 1190. Nel 1207 ereditò le contee di Groitz e Sommerschenburg da suo fratello Teodorico II.
Nel 1195 l'imperatore Enrico VI sciolse la marca di Meißen dopo la morte del margravio Alberto I di Meißen. Ciò rese Corrado il nobile più importante della zona e il membro più anziano della dinastia Wettin.
Nel 1196 Corrado andò, passando per il Regnum Italicum, in Terra Santa per partecipare alla Crociata dell'Imperatore Enrico VI. Nel 1198 tornò in Germania sempre attraversando l'Italia. Nel 1207 organizzò un Landtag nel castello di Delitzsch.
Corrado morì il 6 maggio 1210 e fu sepolto nel Priorato di Wechselburg. Sua moglie Elisabetta di Polonia fu sepolta nell'abbazia di Dobrilugk. Poiché non aveva eredi maschi, i suoi possedimenti passarono al cugino Teodorico I, che nel 1198 era stato nominato margravio di Meißen quando la marca fu ripristinata dall'imperatore Ottone IV. Dal 1210 il titolo di margravio di Lusazia fu detenuta dai margravi di Meißen, poi dai margravi di Landsberg, poi divisi tra Boemia e Brandeburgo.

## Matrimonio e figli
Sposò Elisabetta di Polonia (1152 circa–2 aprile 1209), figlia di Mieszko III il Vecchio, Granduca di Polonia e della vedova del duca di Boemia Sobeslao II († 1180). Ebbero tre figli:
- Corrado (documentato come vivo nel 1207; † prima del 6 maggio 1210);
- Matilde († 1225 a Salzwedel, sepolta nell'abbazia di Lehnin), sposò nell'agosto 1205 il margravio Alberto II di Brandeburgo († 25 febbraio 1220);
- Agnese († 1266), fondatrice dell'abbazia di Wienhausen e lì sepolta; sposò nel 1211 Enrico V, conte Palatino del Reno († 28 aprile 1227).